# Renfe série 269.75
La série 269.75 est une série de locomotives électriques de la Renfe issues de la transformation de machines de la série 269.0.
En effet, à l'image de ce qu'a fait l'UN Cargas avec ses « Tandem » de la série 289.1, l'UN Transportes Combinados a décidé de se doter d'engins similaires en 2002.

## Conception
Comme dans le cas des 269.85, il s'agit du simple accouplement sous forme permanente de deux machines de la série 269.7, avec application d'une nouvelle numérotation dans la tranche 269-750.
- Les 269-703 et 707 donnent naissance à la 269-751-4
- Les 269-705 et 706 donnant naissance à la 269-752
- Les 269-702 et 711 donnent naissance à la 269-753
- Les 269-709 et 715 donnent naissance à la 269-754
- Les 269-704 et 713 donnent naissance à la 269-755
- Les 269-701 et 708 donnent naissance à la 269-756
- Les 269-710 et 712 donnent naissance à la 269-757
- Les 269-919 et 920 donnent naissance à la 269-758
- Les 269-714 et 716 donnent naissance à la 269-759-7

## Service
Lors de la création de la série, toutes les machines sont affectées à Barcelone-Can Tunis. À l'issue de la fusion des UN Cargas et Transportes Combinados, intervenue début 2004, la série est reversée à la nouvelle UN Mercancias avec adoption du logotype correspondant.
Courant 2004, les 269-754, 755, 758 et 759 sont mutées à Séville-Santa Justa où elles rejoignent les tandems de la série 269.85

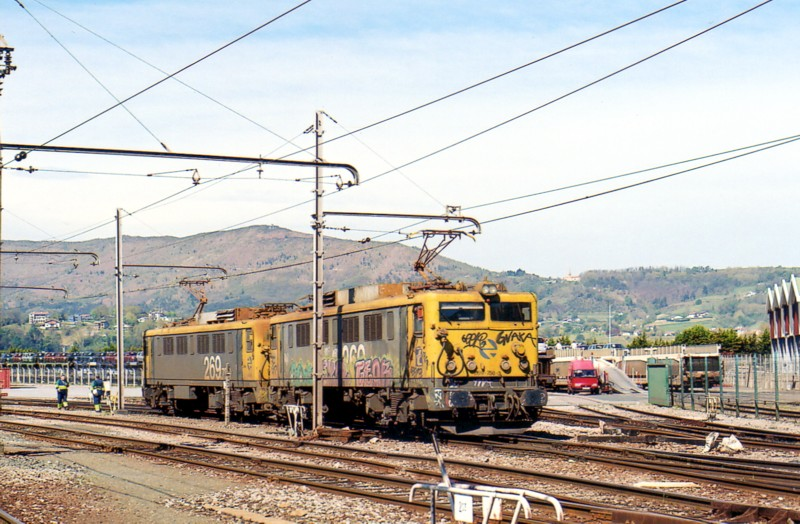
La 269-756 à Hendaye (21 avril 2004).